# 庞士谦
庞士谦（1902年—1958年），字益吾，经名穆罕默德·特瓦杜尔，河南孟县桑坡村人，回族，是中国伊斯兰教著名学者和阿訇。
1937年率“中国法鲁克留埃学生团”赴埃及爱资哈尔大学留学，主修教法学等科。1942年起任中国留埃学生部部长及法鲁克国王的东方事务顾问。抗日战争爆发后，曾同中国留埃学生组织朝觐团赴麦加朝觐，向阿拉伯世界宣传中国抗日战争。1947年回国后，在北平回教经学院任教，创建月华文化服务社，主编月华杂志，后担任北京师范大学阿拉伯语兼职教授。中华人民共和国成立后，担任回民学院、中国伊斯兰教经学院教授。1958年去世，享年56岁。